# Ginástica nos Jogos Olímpicos de Verão da Juventude de 2018
As competições de ginástica nos Jogos Olímpicos de Verão da Juventude de 2018 ocorreram entre 7 e 16 de outubro em um total de 17 eventos. As competições aconteceram no Pavilhão América, localizado em Buenos Aires, Argentina.
Além das provas de ginástica artística, rítmica e trampolim, pela primeira vez foi realizado um evento de ginástica acrobática para duplas mistas. Também foi disputada uma prova por equipes mistas envolvendo as quatro disciplinas da ginástica, denominado evento multidisciplinar.

## Qualificação

### Resumo
| Nação               | Acrobática | Artística | Artística | Rítmica    | Trampolim | Trampolim | Total |
| Nação               | Misto      | Masculino | Feminino  | Individual | Masculino | Feminino  | Total |
| ------------------- | ---------- | --------- | --------- | ---------- | --------- | --------- | ----- |
| RSA África do Sul   | 2          | 1         | 1         | 1          |           |           | 5     |
| GER Alemanha        |            | 1         | 1         | 1          |           |           | 3     |
| ALG Argélia         |            |           | 1         |            | 1         |           | 2     |
| ARG Argentina       |            | 1         | 1         | 1          | 1         |           | 4     |
| ARM Armênia         |            |           |           | 1          |           |           | 1     |
| AUS Austrália       |            |           | 1         | 1          | 1         | 1         | 4     |
| AUT Áustria         |            |           |           |            | 1         |           | 1     |
| AZE Azerbaijão      |            | 1         |           | 1          |           |           | 2     |
| BEL Bélgica         |            | 1         |           |            |           |           | 1     |
| BLR Bielorrússia    | 2          |           | 1         | 1          | 1         |           | 5     |
| BOL Bolívia         |            |           |           | 1          |           |           | 1     |
| BRA Brasil          |            | 1         | 1         | 1          |           |           | 3     |
| BUL Bulgária        | 2          |           |           | 1          |           |           | 3     |
| CAN Canadá          |            | 1         | 1         | 1          | 1         |           | 4     |
| KAZ Cazaquistão     | 2          | 1         |           | 1          |           | 1         | 5     |
| CHN China           | 2          | 1         | 1         | 1          | 1         | 1         | 7     |
| CYP Chipre          |            |           |           | 1          |           |           | 1     |
| COL Colômbia        |            |           |           | 1          |           |           | 1     |
| PRK Coreia do Norte |            |           |           | 1          |           |           | 1     |
| KOR Coreia do Sul   |            | 1         | 1         | 1          |           |           | 3     |
| CRC Costa Rica      |            |           | 1         |            |           |           | 1     |
| EGY Egito           |            | 1         | 1         | 1          |           |           | 3     |
| ECU Equador         |            | 1         |           |            |           |           | 1     |
| ESP Espanha         |            |           | 1         | 1          | 1         | 1         | 4     |
| USA Estados Unidos  |            | 1         |           | 1          |           | 1         | 3     |
| EST Estônia         |            |           |           | 1          |           |           | 1     |
| FIN Finlândia       |            |           | 1         | 1          |           |           | 2     |
| FRA França          |            | 1         | 1         | 1          |           |           | 2     |
| GEO Geórgia         |            |           |           | 1          |           |           | 1     |
| GBR Grã-Bretanha    | 2          | 1         | 1         |            | 1         | 1         | 6     |
| GRE Grécia          |            |           | 1         | 1          |           | 1         | 3     |
| GUA Guatemala       |            |           | 1         |            |           |           | 1     |
| HUN Hungria         |            | 1         | 1         |            |           |           | 2     |
| IRI Irã             |            | 1         |           |            |           |           | 1     |
| IRL Irlanda         |            |           | 1         |            |           |           | 1     |
| ISL Islândia        |            | 1         |           |            |           |           | 1     |
| ISR Israel          | 2          | 1         |           | 1          |           |           | 4     |
| ITA Itália          |            | 1         | 1         | 1          |           |           | 3     |
| JPN Japão           |            | 1         | 1         | 1          | 1         | 1         | 5     |
| LAT Letônia         |            | 1         |           |            |           |           | 1     |
| LTU Lituânia        |            |           | 1         |            |           |           | 1     |
| MAS Malásia         |            |           | 1         | 1          |           |           | 2     |
| MEX México          |            |           | 1         | 1          |           | 1         | 3     |
| NAM Namíbia         |            |           |           |            |           | 1         | 1     |
| NZL Nova Zelândia   |            | 1         |           |            |           |           | 1     |
| NOR Noruega         |            | 1         |           | 1          |           |           | 2     |
| PUR Porto Rico      | 2          | 1         | 1         |            |           |           | 3     |
| POR Portugal        | 2          |           | 1         |            | 1         |           | 4     |
| CZE Chéquia         |            | 1         |           |            |           |           | 1     |
| ROU Romênia         |            | 1         | 1         | 1          |           |           | 3     |
| RUS Rússia          | 2          | 1         | 1         | 1          |           | 1         | 6     |
| SRB Sérvia          |            | 1         |           |            |           |           | 1     |
| SGP Singapura       |            |           | 1         |            |           |           | 1     |
| SRI Sri Lanka       |            |           | 1         |            |           |           | 1     |
| SWE Suécia          |            | 1         | 1         |            |           |           | 2     |
| SUI Suíça           |            |           |           |            |           | 1         | 1     |
| TPE Taipé Chinês    |            | 1         |           |            |           |           | 1     |
| TUN Tunísia         |            |           |           | 1          |           |           | 1     |
| TUR Turquia         |            | 1         | 1         |            |           |           | 2     |
| UKR Ucrânia         | 2          | 1         | 1         | 1          |           |           | 5     |
| UZB Uzbequistão     | 2          | 1         | 1         | 1          | 1         |           | 6     |
| VEN Venezuela       |            | 1         |           |            |           |           | 1     |
| VIE Vietnã          |            | 1         | 1         |            |           |           | 2     |
| Total: 63 NOCs      | 24         | 36        | 35        | 36         | 12        | 12        | 155   |

### Acrobática
Cada Comitê Olímpico Nacional (CON) pode inscrever no máximo 1 equipe de 2 atletas. Como anfitriã, a Argentina ganhou um time para competir, o que reduziu o número de seleções classificadas das Américas. As 11 equipes restantes seriam decididas no Campeonato Mundial de Ginástica Acrobáticac de 2018. A anfitriã Argentina recusou a cota enquanto nenhuma nação da Oceania competiu. Os Estados Unidos recusaram a cota e, assim, os dois lugares foram realocados para a Ásia e a Europa.
Para ser elegível para participar das Olimpíadas da Juventude, os atletas devem ter nascido entre 1 de janeiro de 2000 e 31 de dezembro de 2003.
| Evento                                             | Local     | Data                   | Continente | Cotas | Qualificado                                                                                   |
| -------------------------------------------------- | --------- | ---------------------- | ---------- | ----- | --------------------------------------------------------------------------------------------- |
| Campeonato Mundial de Ginástica Acrobática de 2018 | Antuérpia | 5 a 8 de abril de 2018 | Africa     | 1     | RSA África do Sul                                                                             |
| Campeonato Mundial de Ginástica Acrobática de 2018 | Antuérpia | 5 a 8 de abril de 2018 | Américas   | 1     | PUR Porto Rico                                                                                |
| Campeonato Mundial de Ginástica Acrobática de 2018 | Antuérpia | 5 a 8 de abril de 2018 | Ásia       | 3     | KAZ Cazaquistão CHN China UZB Uzbequistão                                                     |
| Campeonato Mundial de Ginástica Acrobática de 2018 | Antuérpia | 5 a 8 de abril de 2018 | Europa     | 7     | POR Portugal BUL Bulgária GBR Grã-Bretanha UKR Ucrânia BLR Bielorrússia RUS Rússia ISR Israel |
| TOTAL                                              |           |                        |            |       | 12                                                                                            |

### Artística
Cada CON poderia inscrever no máximo dois atletas, um de cada gênero. Como anfitriã, a Argentina recebeu a cota máxima caso não se classificasse normalmente e duas vagas, uma para cada gênero, foram decididas pela comissão tripartite; no entanto, apenas uma foi dada. Essas cotas causavam uma redução da cota continental dependendo de qual continente era a nação escolhida. As cotas restantes foram determinadas por meio de cinco eliminatórias continentais.
Para poder participar nos Jogos Olímpicos da Juventude, os atletas do sexo masculino deveriam ter nascido entre 1 de janeiro de 2001 e 31 de dezembro de 2002, enquanto as atletas do sexo feminino deveriam ter nascido entre 1 de janeiro de 2003 e 31 de dezembro de 2003. Também não podem participar nos Jogos Olímpicos da Juventude os atletas que tenham participado em competições sênior da FIG ou de jogos multidesportivos.
| Evento                                   | Local        | Data                     | Cotas | Masculino | Feminino |
| ---------------------------------------- | ------------ | ------------------------ | ----- | --- | --- |
| Campeonato Asiático Juvenil de 2018      | Jacarta      | 25 a 28 de abril de 2018 | 8     | CHN China JPN Japão KAZ Cazaquistão VIE Vietnã TPE Taipé Chinês IRI Irã KOR Coreia do Sul UZB Uzbequistão | CHN China KOR Coreia do Sul JPN Japão UZB Uzbequistão VIE Vietnã SGP Singapura MAS Malásia SRI Sri Lanka |
| Campeonato Africano Juvenil de 2018      | Swakopmund   | 9 a 12 de maio de 2018   | 3     | EGY Egito RSA África do Sul | RSA África do Sul EGY Egito ALG Argélia |
| Campeonato Juvenil da Oceania de 2018    | Melbourne    | 25 de maio de 2018       | 1     | NZL Nova Zelândia | AUS Austrália |
| Campeonato Pan-Americano Juvenil de 2018 | Buenos Aires | 13 a 15 de junho de 2018 | 7     | USA Estados Unidos BRA Brasil CAN Canadá ECU Equador ARG Argentina PUR Porto Rico VEN Venezuela | CAN Canadá ARG Argentina BRA Brasil MEX México PUR Porto Rico GUA Guatemala CRC Costa Rica |
| Campeonato Europeu Juvenil 2018          | Baku         | 23 de junho de 2018      | 17    | RUS Rússia HUN Hungria GBR Grã-Bretanha ITA Itália AZE Azerbaijão FRA França LAT Letônia UKR Ucrânia BEL Bélgica GER Alemanha NOR Noruega TUR Turquia SWE Suécia SRB Sérvia ISR Israel CZE Chéquia ROU Romênia | UKR Ucrânia FRA França RUS Rússia ITA Itália GBR Grã-Bretanha HUN Hungria TUR Turquia SWE Suécia GER Alemanha ROU Romênia LTU Lituânia IRL Irlanda ESP Espanha FIN Finlândia POR Portugal BLR Bielorrússia GRE Grécia |
| Convite Tripartite                       | -            | -                        | 17    | ISL Islândia | |
| TOTAL                                    |              |                          |       | 36 | 36 |

### Rítmica
Cada CON pode inscrever no máximo 1 atleta. Como anfitriã, a Argentina ganhou uma vaga para disputar caso não se classificasse e uma cota seria dada pela comissão tripartite, porém nenhuma foi concedida. Essas cotas teriam causado uma redução da cota continental dependendo de qual continente a nação escolhida é. As cotas restantes foram decididas em cinco eliminatórias continentais.
Para poder participar nos Jogos Olímpicos da Juventude, os atletas devem ter nascido entre 1 de Janeiro de 2003 e 31 de Dezembro de 2003. Também não podem participar nos Jogos Olímpicos da Juventude atletas que tenham participado em competições sênior da FIG ou jogos multidesportivos.
| Evento                                   | Local        | Data                            | Cotas | Qualificado |
| ---------------------------------------- | ------------ | ------------------------------- | ----- | --- |
| Evento Europeu de Qualificação           | Moscou       | 15 de fevereiro de 2018         | 18    | RUS Rússia UKR Ucrânia BLR Bielorrússia ISR Israel BUL Bulgária ITA Itália ARM Armênia FIN Finlândia AZE Azerbaijão FRA França ROU Romênia ESP Espanha GEO Geórgia CYP Chipre GER Alemanha NOR Noruega GRE Grécia EST Estônia |
| Campeonato Africano Juvenil de 2018      | Cairo        | 26 a 28 de abril de 2018        | 3     | EGY Egito RSA África do Sul TUN Tunísia |
| Campeonato Pan-Americano Juvenil de 2018 | Medellín     | 3 a 5 de maio de 2018           | 7     | USA Estados Unidos CAN Canadá BRA Brasil MEX México ARG Argentina COL Colômbia BOL Bolívia |
| Campeonato Asiático Juvenil de 2018      | Kuala Lumpur | 29 de abril a 2 de maio de 2018 | 7     | UZB Uzbequistão JPN Japão MAS Malásia KAZ Cazaquistão CHN China PRK Coreia do Norte KOR Coreia do Sul |
| Campeonato Juvenil da Oceania de 2018    | Melbourne    | 1 a 2 de junho de 2018          | 1     | AUS Austrália |
| TOTAL                                    |              |                                 |       | 36 |

### Trampolim
Cada CON pode inscrever no máximo 2 atletas, 1 de cada gênero. Como anfitriã, a Argentina recebeu uma vaga para competir nos eventos masculino ou feminino e uma cota será dada para os eventos masculino ou feminino pela Comissão Tripartite. A Argentina optou por competir no evento masculino enquanto nenhuma cota tripartite foi concedida. Isso causou uma redução da cota continental dependendo de qual continente a nação escolhida é. As cotas restantes foram decididas em cinco eliminatórias continentais.
Para poder participar nos Jogos Olímpicos da Juventude, os atletas devem ter nascido entre 1 de janeiro de 2001 e 31 de dezembro de 2002. Também não podem participar nos Jogos Olímpicos da Juventude atletas que tenham participado em competições sênior da FIG ou jogos multidesportivos.
| Evento                                   | Local      | Data                            | Cotas | Masculino                                                              | Feminino                                                     |
| ---------------------------------------- | ---------- | ------------------------------- | ----- | ---------------------------------------------------------------------- | ------------------------------------------------------------ |
| Campeonato Europeu Juvenil de 2018       | Baku       | 12 a 15 de abril de 2018        | 5     | BLR Bielorrússia GBR Grã-Bretanha AUT Áustria POR Portugal ESP Espanha | RUS Rússia GBR Grã-Bretanha ESP Espanha SUI Suíça GRE Grécia |
| Campeonato Africano Juvenil de 2018      | Cairo      | 26 a 28 de abril de 2018        | 1     | ALG Argélia                                                            | NAM Namíbia                                                  |
| Campeonato Asiático Juvenil de 2018      | Makati     | 19-20 May 2018                  | 3     | CHN China UZB Uzbequistão JPN Japão                                    | CHN China JPN Japão KAZ Cazaquistão                          |
| Campeonato Juvenil da Oceania de 2018    | Melbourne  | 31 de maio a 3 de junho de 2018 | 1     | AUS Austrália                                                          | AUS Austrália                                                |
| Campeonato Pan-Americano Juvenil de 2018 | Cochabamba | 19 a 23 de junho de 2018        | 2     | CAN Canadá                                                             | USA Estados Unidos MEX México                                |
| Anfitrião                                | -          | -                               | 2     | ARG Argentina                                                          |                                                              |
| TOTAL                                    |            |                                 |       | 12                                                                     | 12                                                           |

## Calendário
| Outubro   | 6 | 7 | 8 | 9 | 10 | 11 | 12 | 13 | 14 | 15 | 16 | 17 | 18 |
| --------- | - | - | - | - | -- | -- | -- | -- | -- | -- | -- | -- | -- |
| Ginástica |   |   |   |   | 1  | 1  | 1  | 4  | 4  | 5  | 1  |    |    |

|  | Dia de competição |  | Dia de final |

## Resumo de medalhas

### Medalhistas

#### Multidisciplinar
| Evento                  | Ouro | Prata | Bronze |
| ----------------------- | --- | --- | --- |
| Equipes mistas detalhes | Time Simone Biles BUL Mariela Kostadinova BUL Panayot Dimitrov RSA Ruan Lange HUN Krisztián Balázs UKR Nazar Chepurnyi SGP Tamara Anika Ong VIE Phạm Như Phương ESP Alba Petisco ITA Talisa Torretti RUS Daria Trubnikova AZE Yelyzaveta Luzan AUS Liam Christie CHN Fan Xinyi MIX Equipes de CONs mistos | Time Max Whitlock POR Madalena Cavilhas POR Manuel Candeias ARG Fernando Espíndola JPN Takeru Kitazono ECU Pablo Calvache CRC Camila Montoya RUS Kseniia Klimenko EGY Zeina Ibrahim MAS Hoh Rayna Khai Ling KAZ Roza Abitova EST Adelina Beljajeva ESP Robert Vilarasau GBR Jessica Clarke MIX Equipes de CONs mistos | Time Oksana Chusovitina BLR Viktoryia Akhotnikava BLR Ilya Famenkou USA Brandon Briones GBR Adam Tobin EGY Mohamed Afify UZB Indira Ulmasova GUA Karla Pérez SWE Tonya Paulsson AUS Lidiia Iakovleva JPN Aino Yamada GER Lilly Rotaermel ARG Santiago Escallier GRE Antonia Sakellaridou MIX Equipes de CONs mistos |

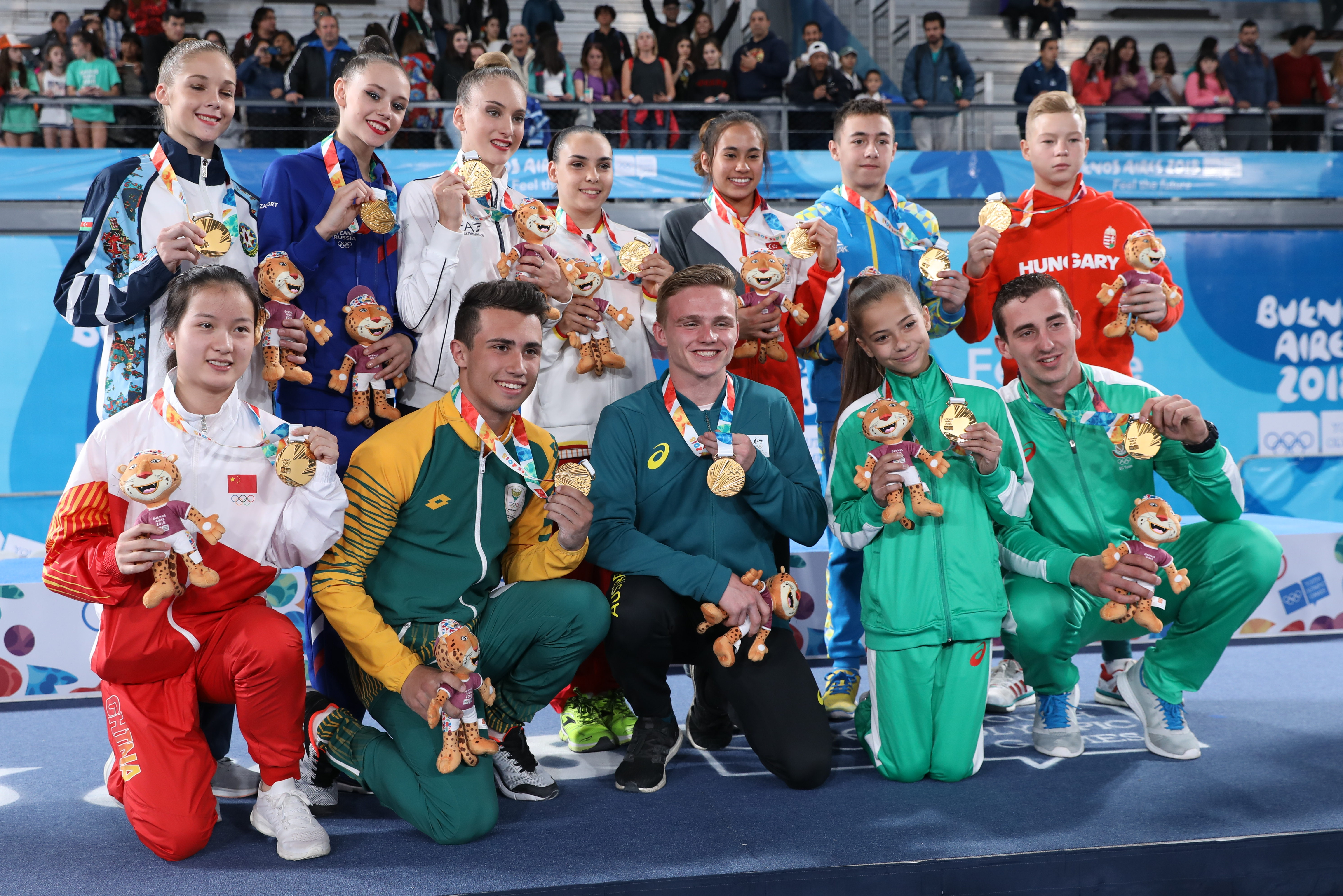
Time Simone Biles
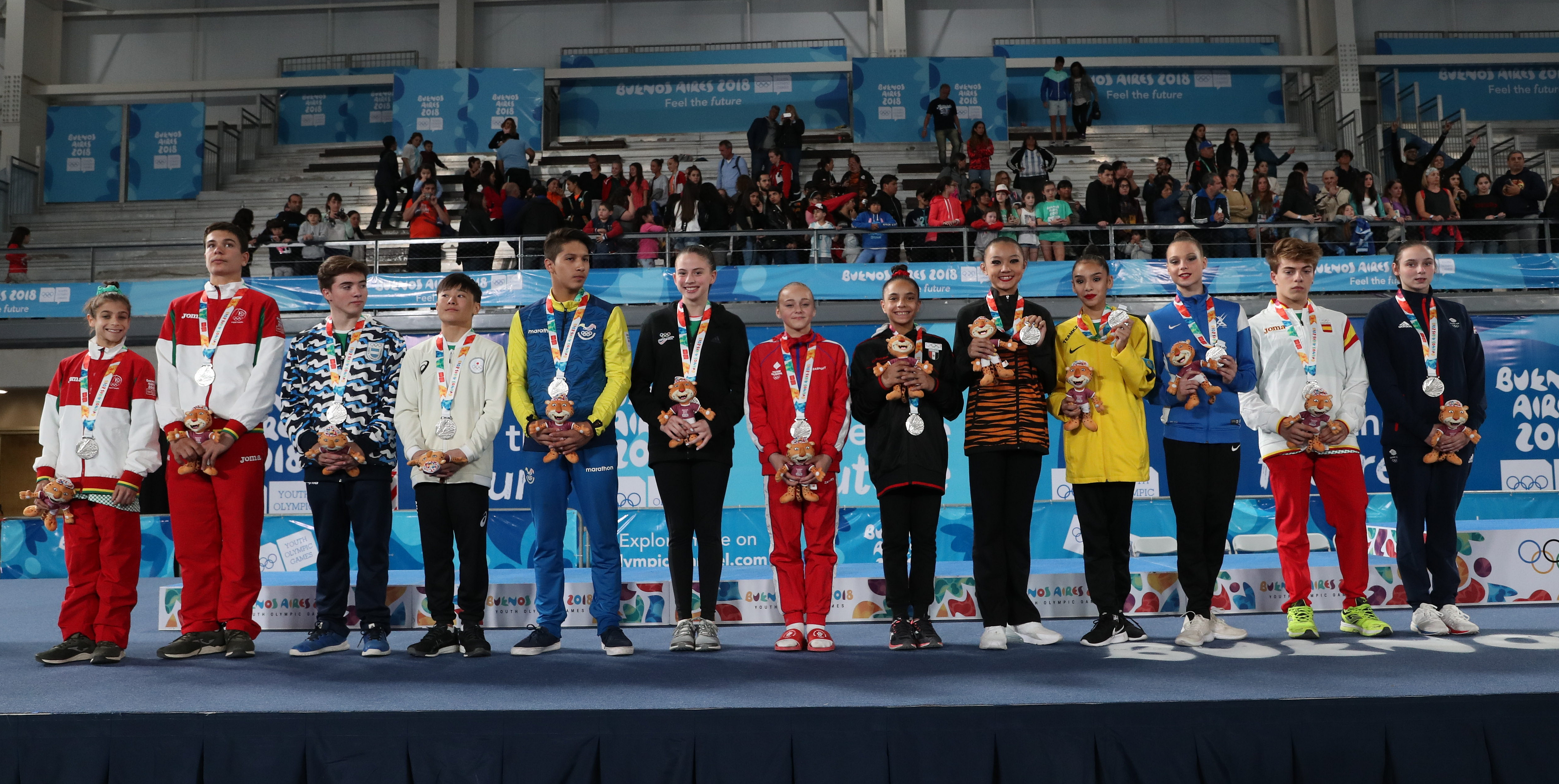
Time Max Whitlock
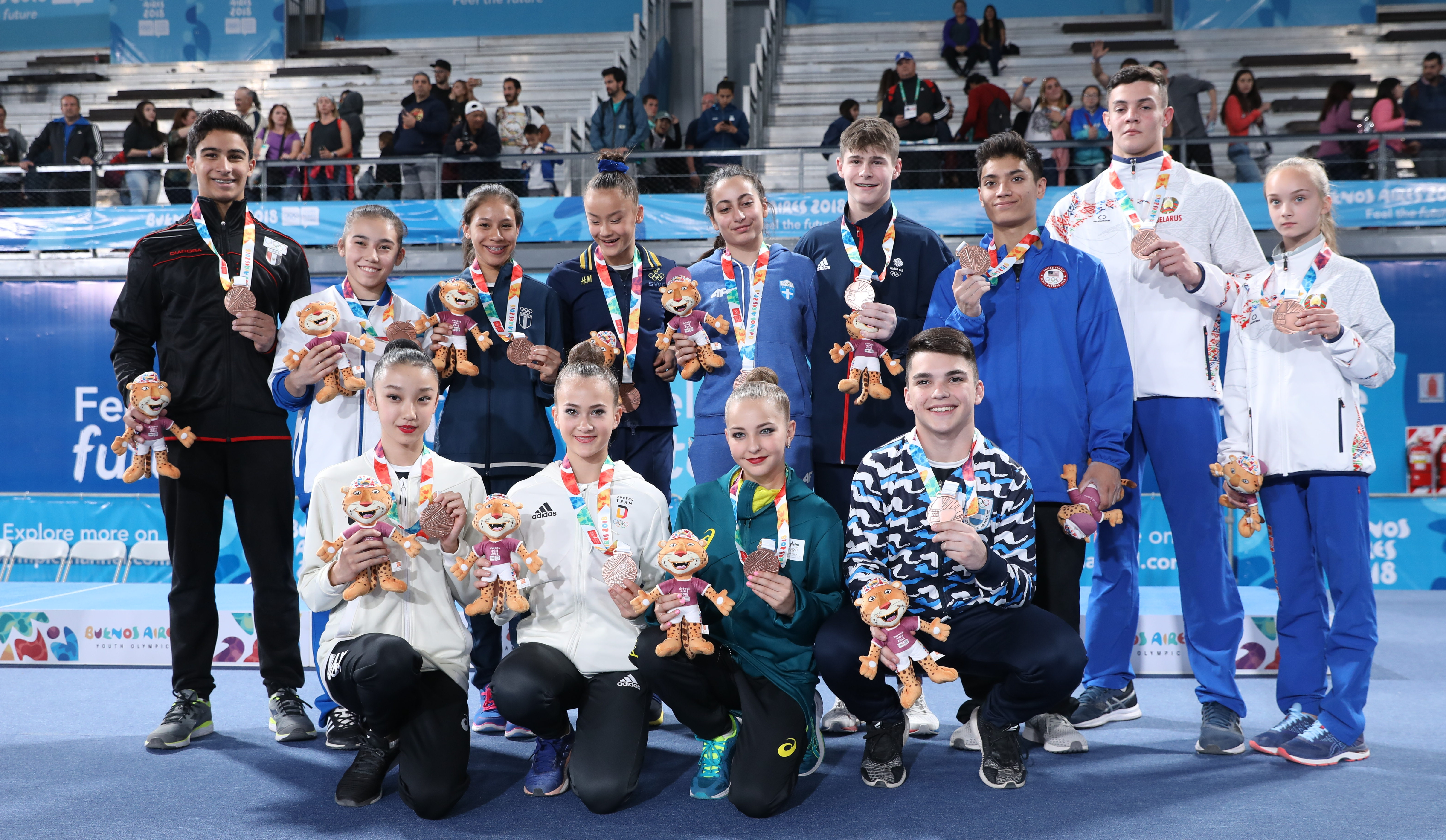
Time Oksana Chusovitina

#### Ginástica acrobática
| Evento                 | Ouro                                              | Prata                                       | Bronze                                         |
| ---------------------- | ------------------------------------------------- | ------------------------------------------- | ---------------------------------------------- |
| Duplas mistas detalhes | Mariela Kostadinova Panayot Dimitrov BUL Bulgária | Noa Kazado Yakar Yonatan Fridman ISR Israel | Daryna Plokhotniuk Oleksandr Madei UKR Ucrânia |

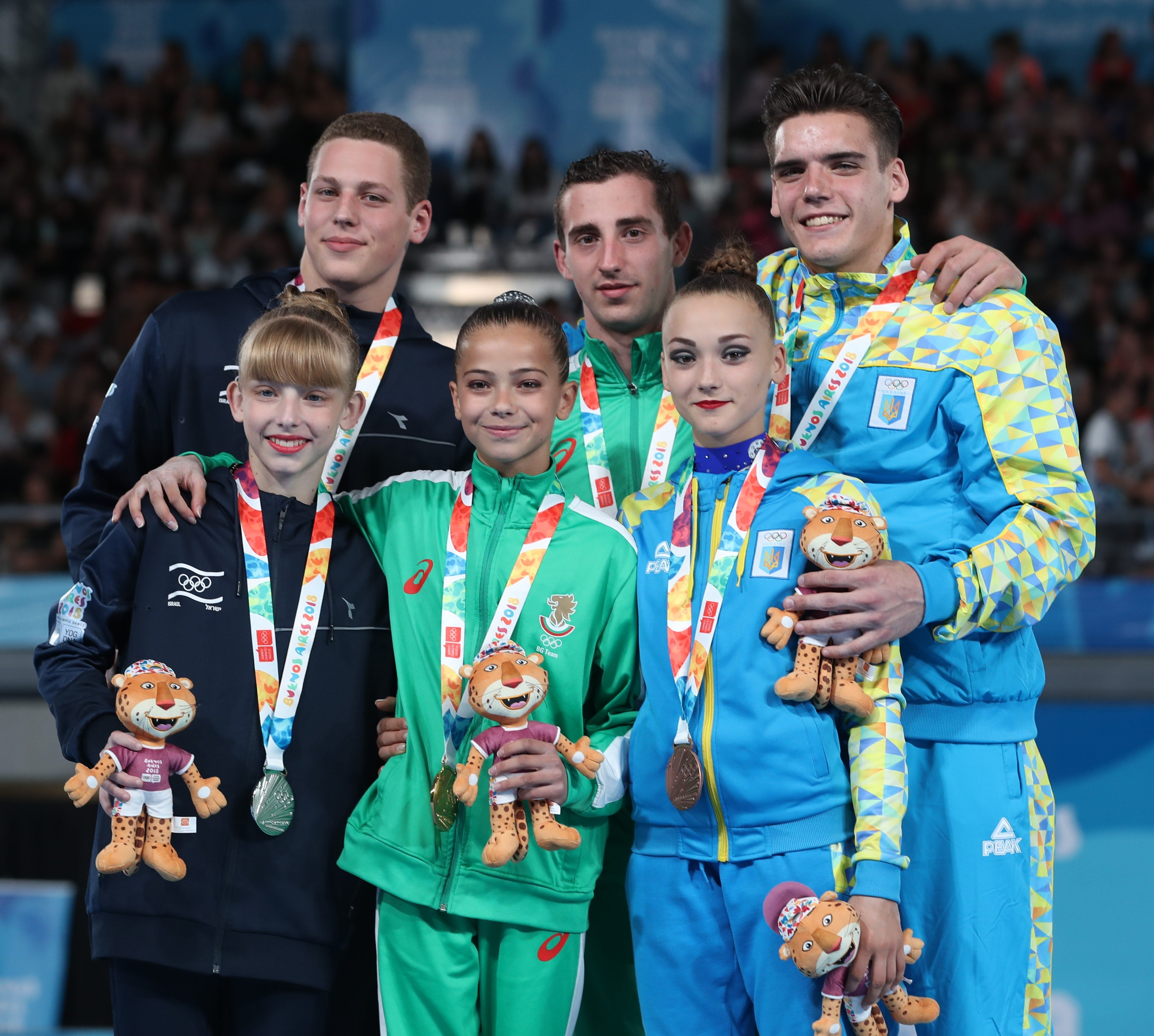
Ginástica acrobática: Noa Yakar, Yonatan Fridman; Mariela Kostadinova, Panayot Dimitrov; Daryna Plokhotniuk, Oleksandr Madei
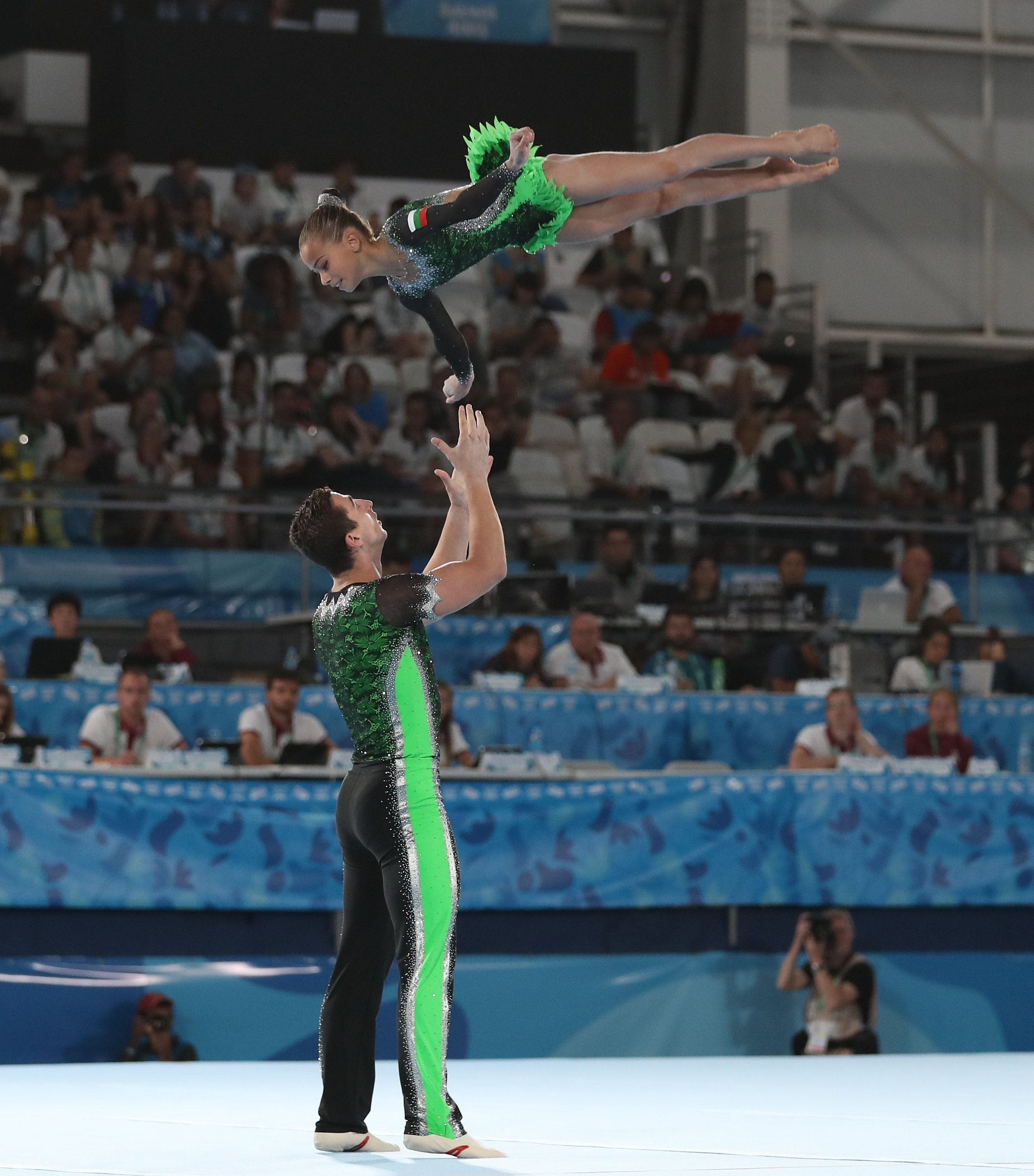
Bulgária: Mariela Kostadinova, Panayot Dimitrov
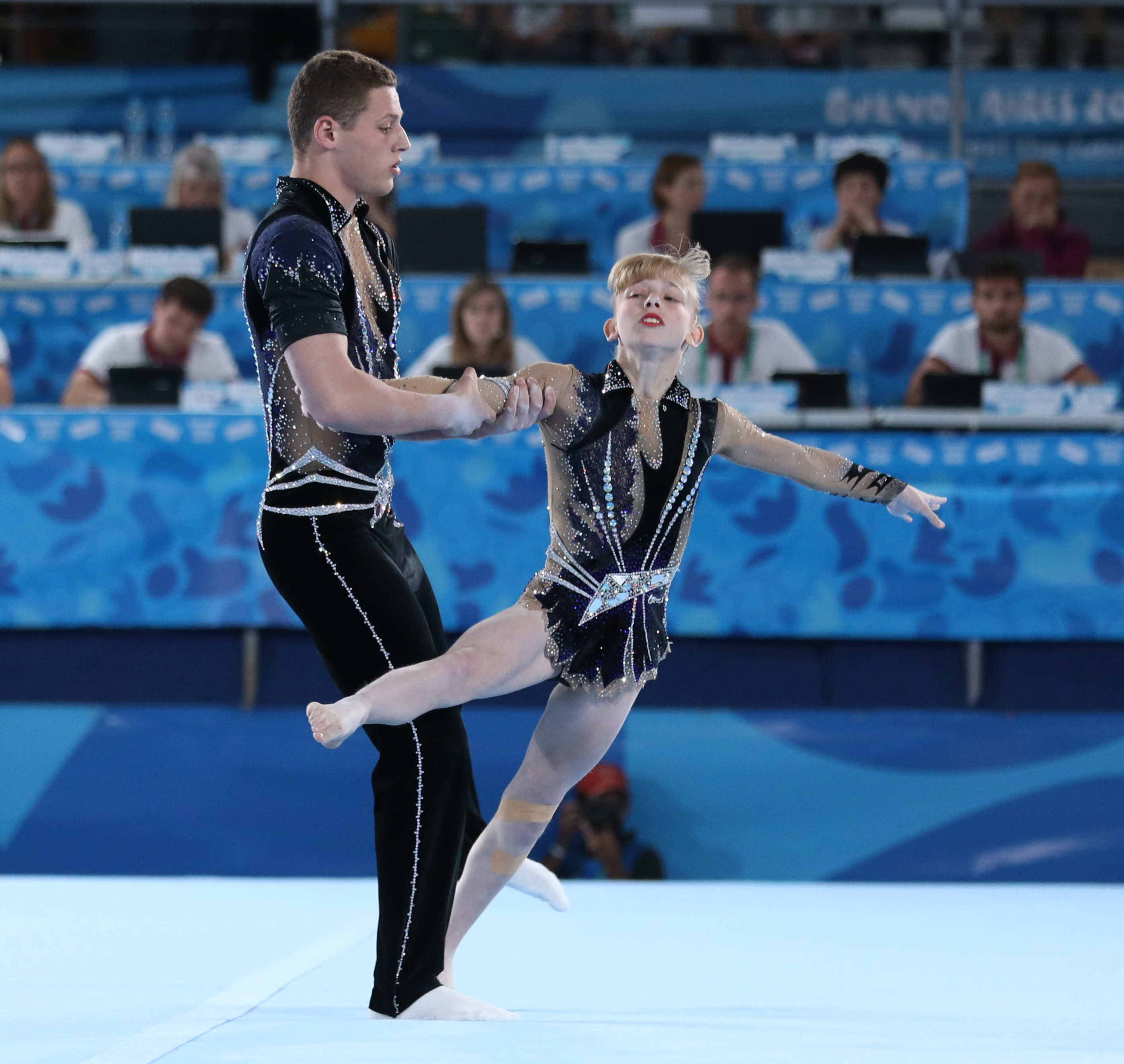
Israel: Noa Yakar, Yonatan Fridman
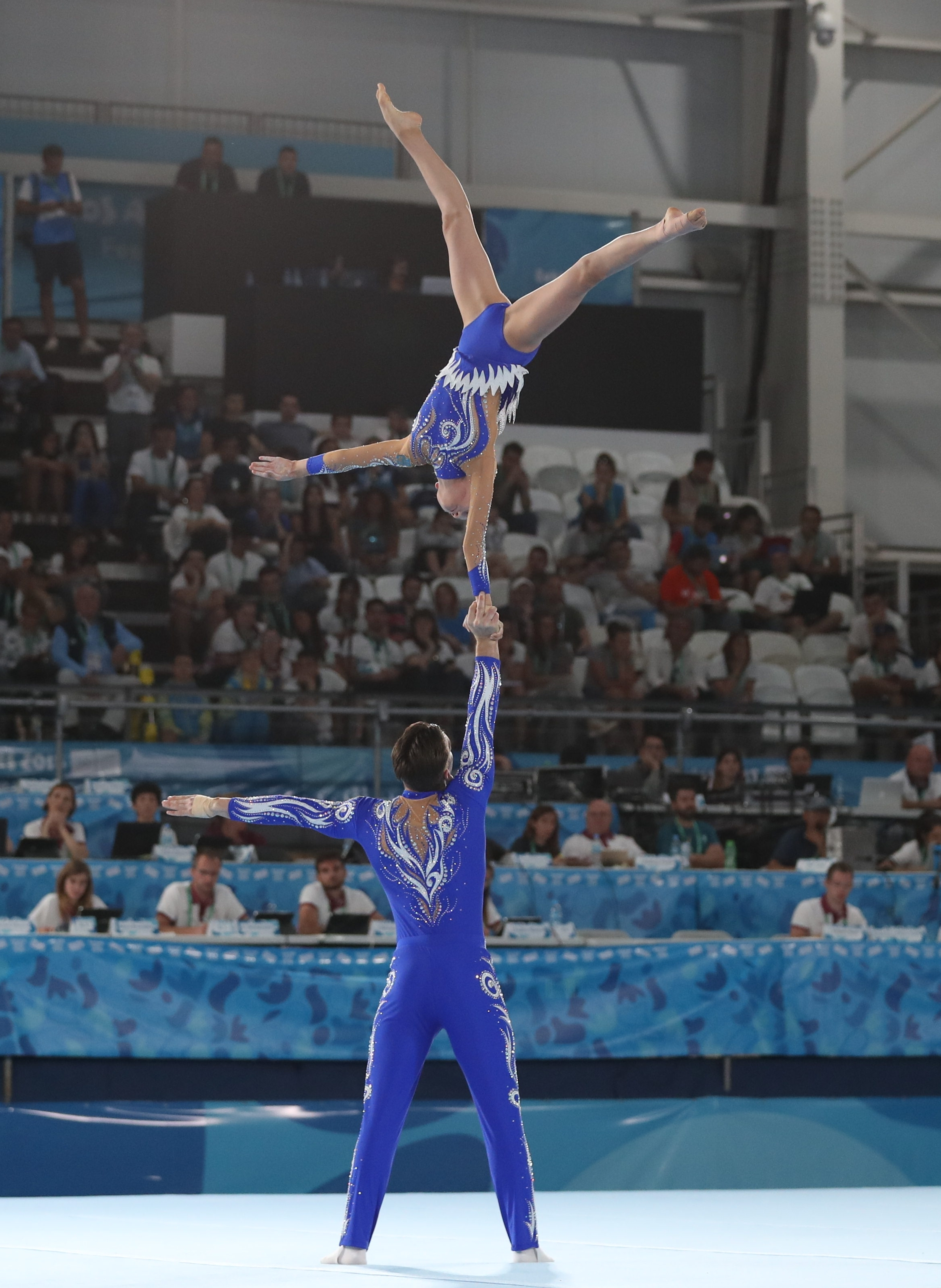
Ucrânia: Daryna Plokhotniuk, Oleksandr Madei

#### Ginástica artística
Masculino
| Evento                      | Ouro                               | Prata                        | Bronze                       |
| --------------------------- | ---------------------------------- | ---------------------------- | ---------------------------- |
| Individual geral detalhes   | Takeru Kitazono JPN Japão          | Sergei Naidin RUS Rússia     | Diogo Soares BRA Brasil      |
| Solo detalhes               | Takeru Kitazono JPN Japão          | Krisztián Balázs HUN Hungria | Sergei Naidin RUS Rússia     |
| Cavalo com alças detalhes   | Yin Dehang CHN China               | Sergei Naidin RUS Rússia     | Reza Bohloulzadeh IRI Irã    |
| Argolas detalhes            | Takeru Kitazono JPN Japão          | Felix Dolci CAN Canadá       | Yin Dehang CHN China         |
| Salto sobre a mesa detalhes | Brandon Briones USA Estados Unidos | Nazar Chepurnyi UKR Ucrânia  | Jacob Karlsen NOR Noruega    |
| Barras paralelas detalhes   | Takeru Kitazono JPN Japão          | Yin Dehang CHN China         | Sergei Naidin RUS Rússia     |
| Barra fixa detalhes         | Takeru Kitazono JPN Japão          | Diogo Soares BRA Brasil      | Krisztián Balázs HUN Hungria |

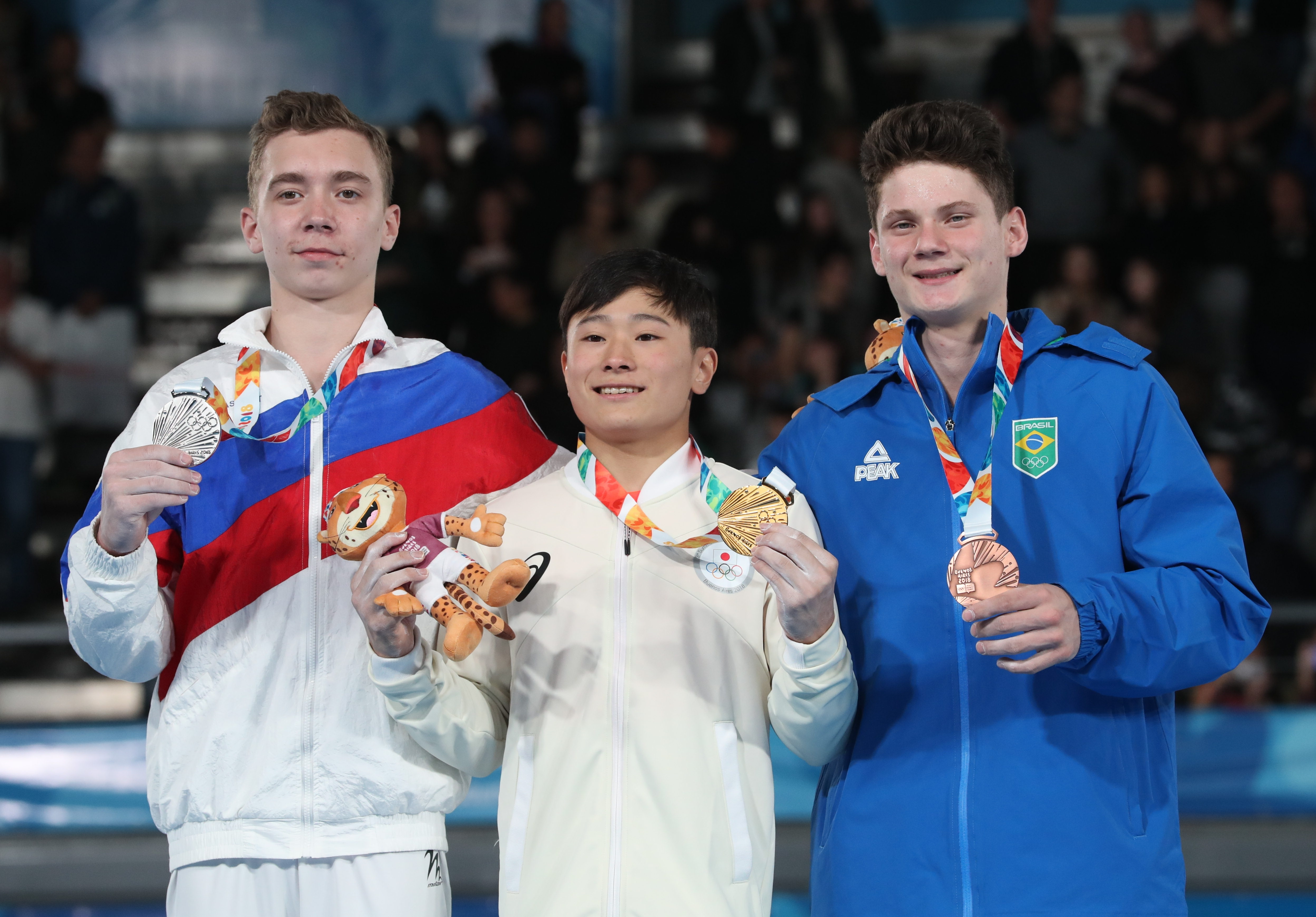
Individual geral: Sergei Naidin, Takeru Kitazono, Diogo Soares
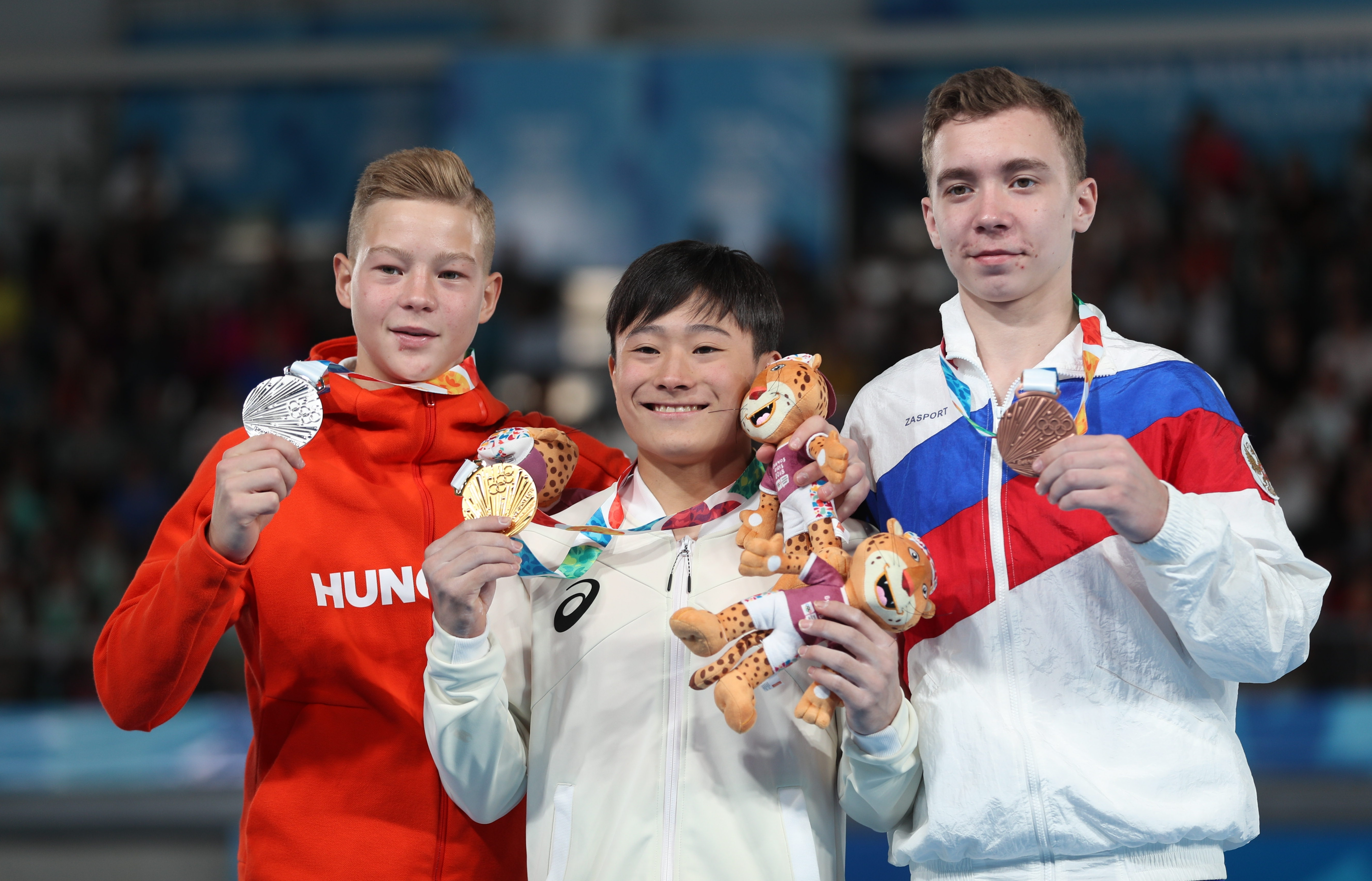
Solo: Krisztián Balázs, Takeru Kitazono, Sergei Naidin
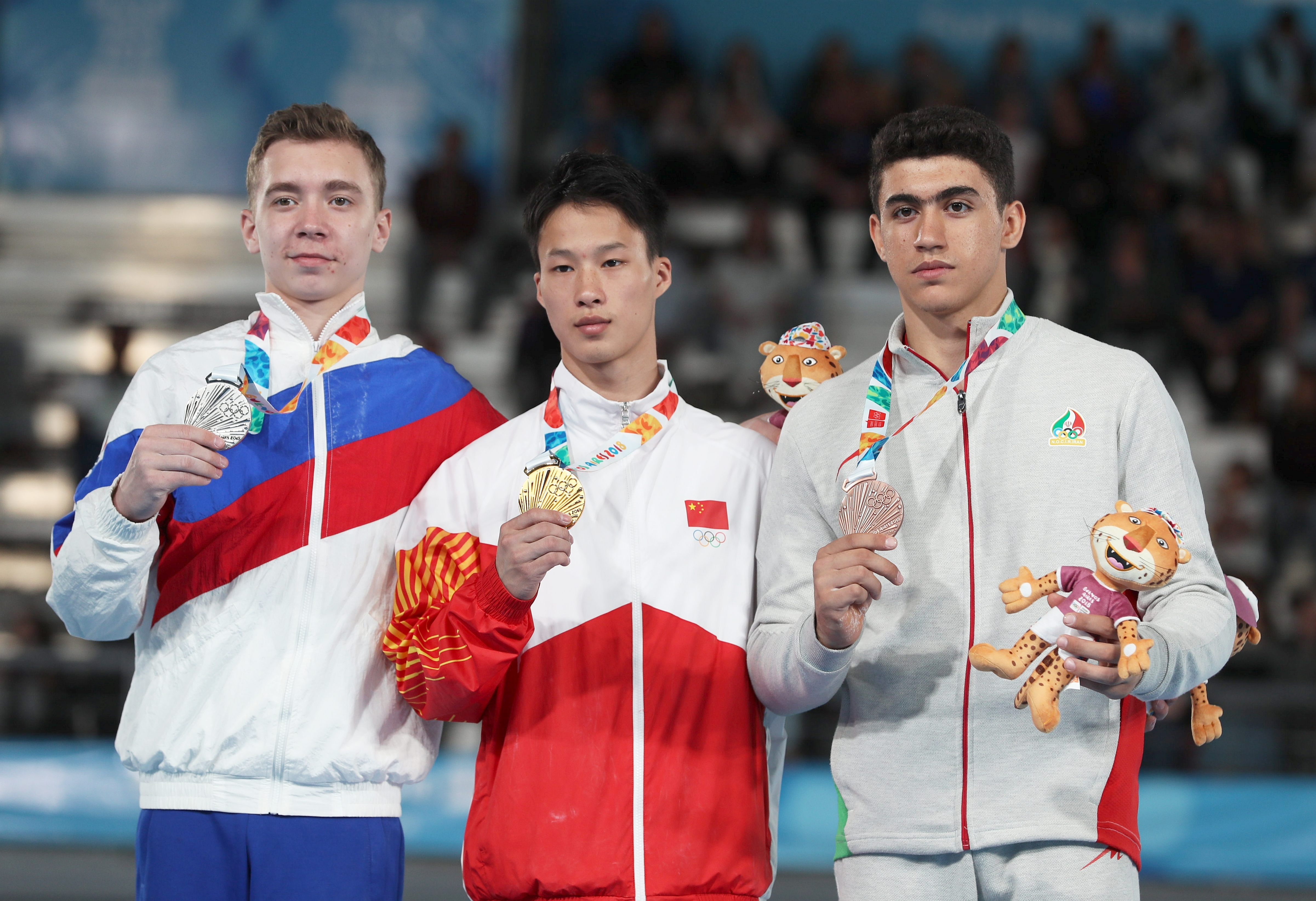
Cavalo com alças: Sergei Naidin, Yin Dehang, Reza Bohloulzadeh
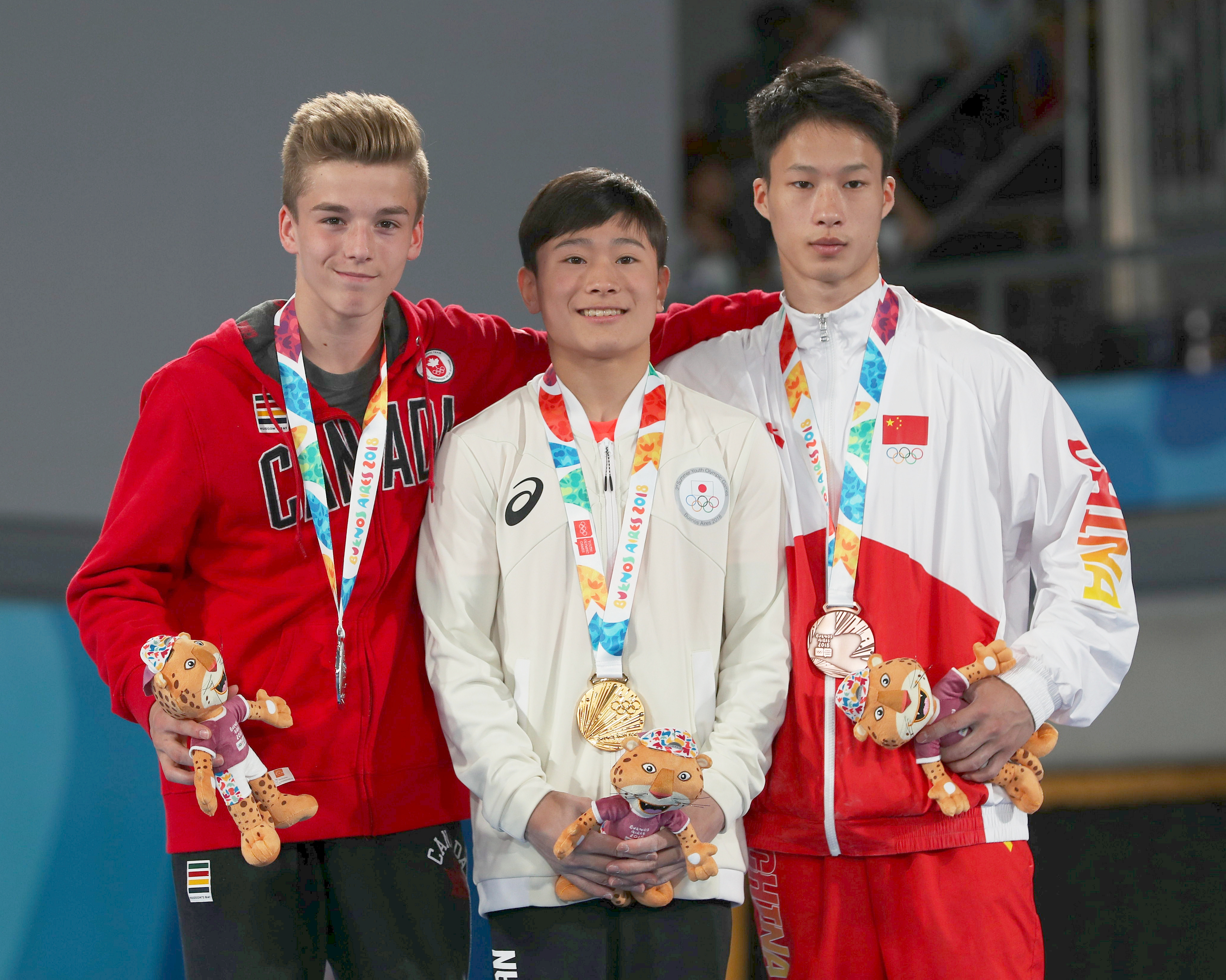
Argolas: Félix Dolci, Takeru Kitazono, Yin Dehang
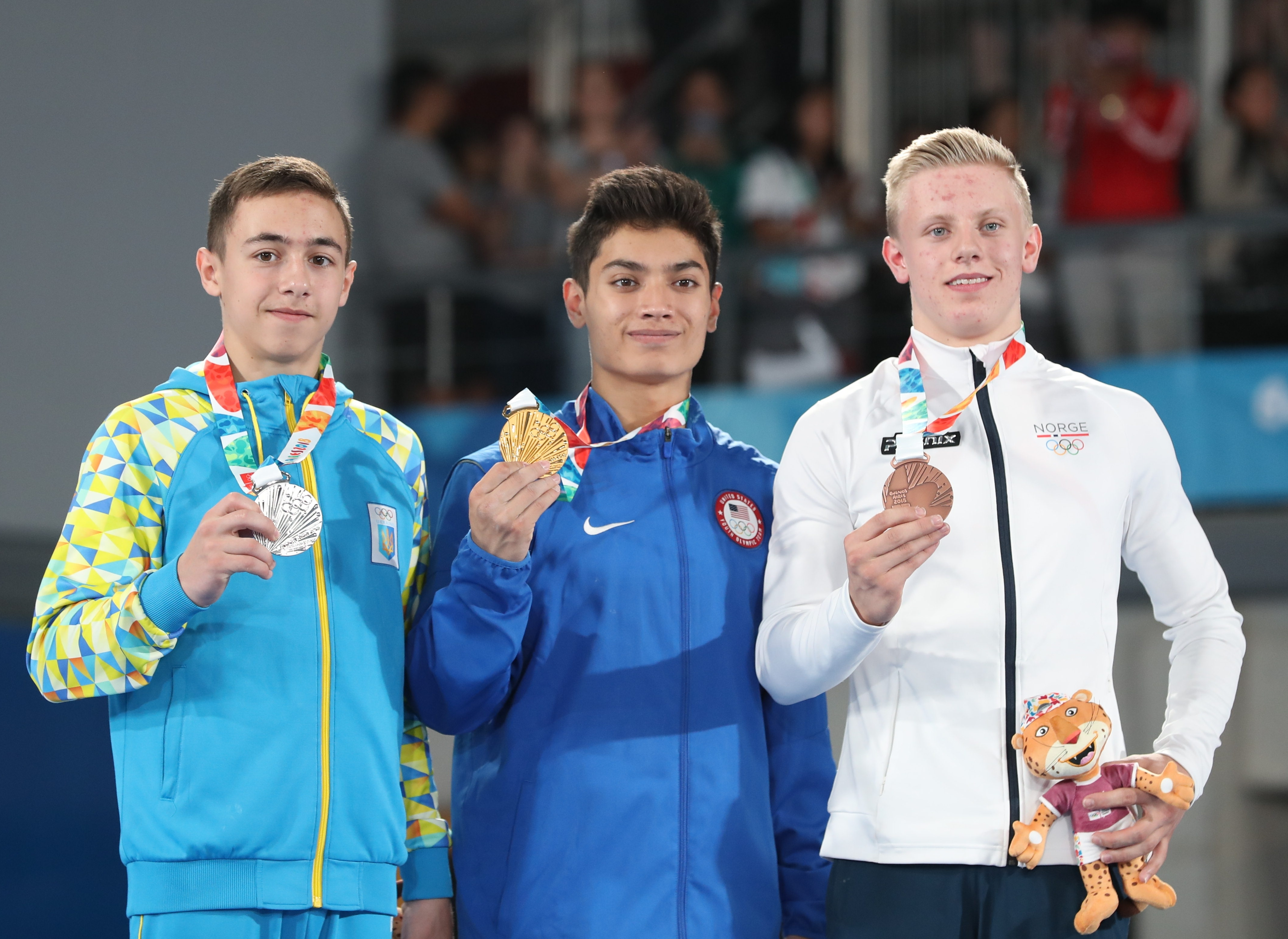
Salto sobre a mesa: Nazar Chepurnyi, Brandon Briones, Jacob Karlsen
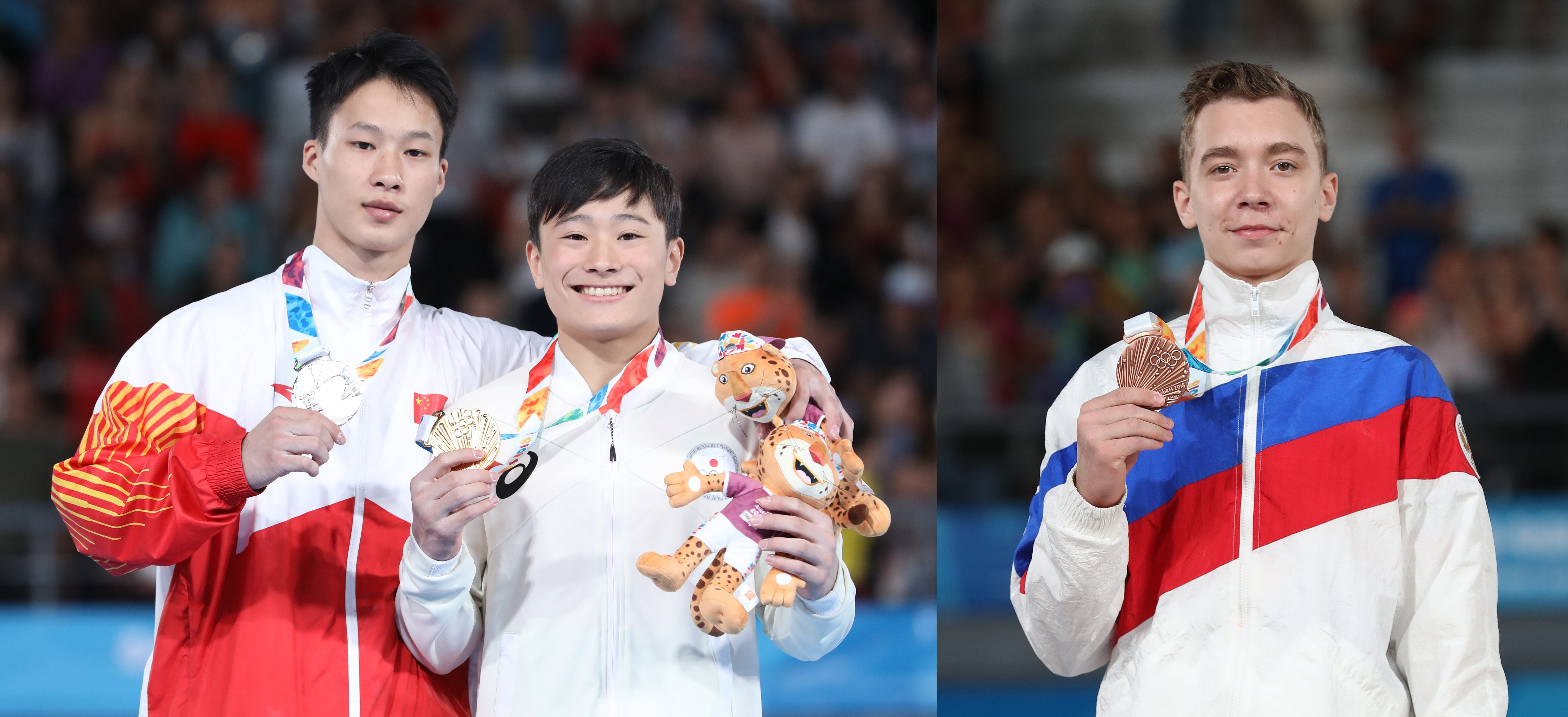
Barras paralelas: Yin Dehang, Takeru Kitazono; Sergei Naydin
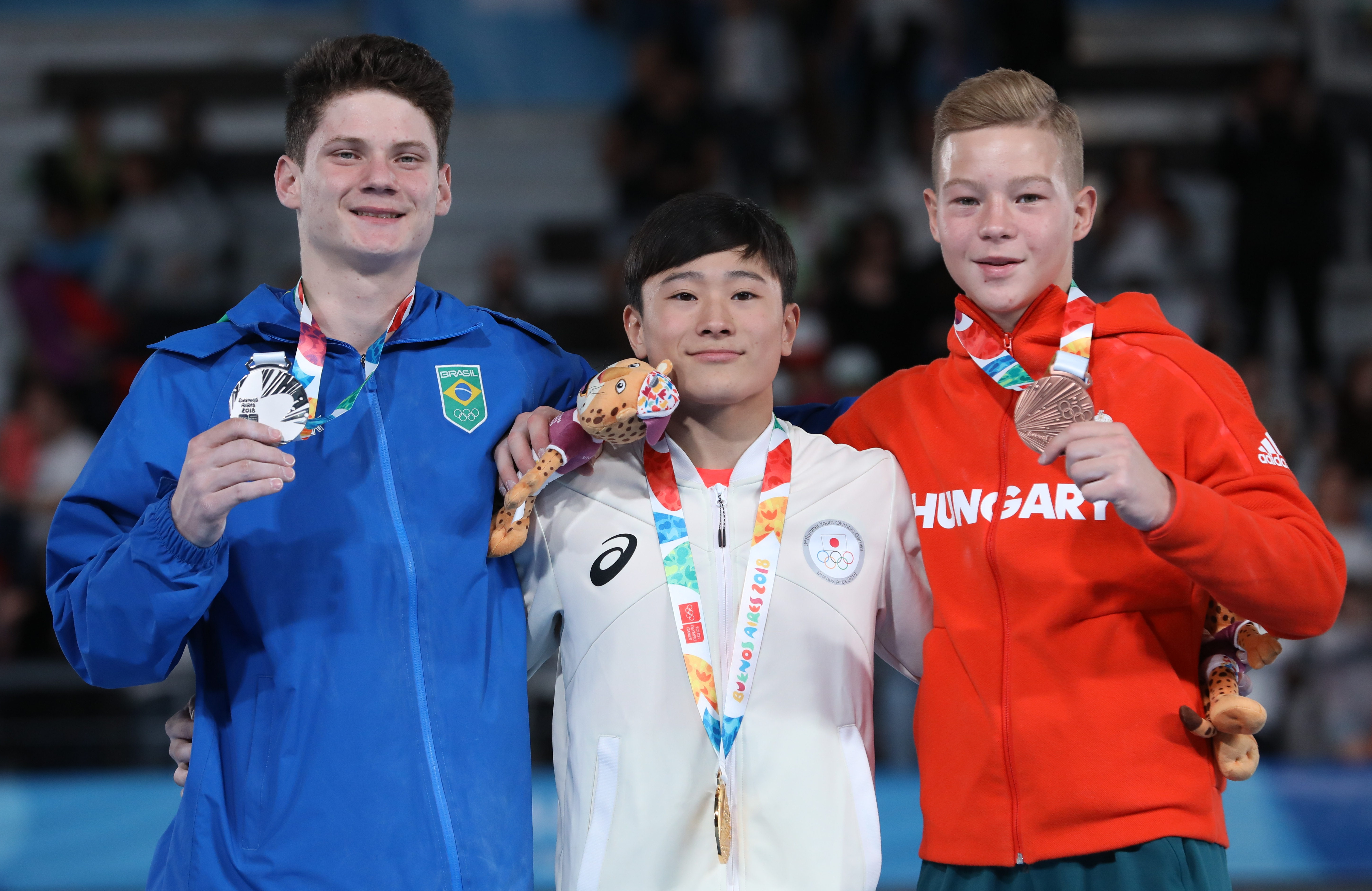
Barra fixa: Diogo Soares, Takeru Kitazono, Krisztián Balázs

Feminino
| Evento                       | Ouro                        | Prata                            | Bronze                           |
| ---------------------------- | --------------------------- | -------------------------------- | -------------------------------- |
| Individual geral detalhes    | Giorgia Villa ITA Itália    | Amelie Morgan GBR Grã-Bretanha   | Anastasiia Bachynska UKR Ucrânia |
| Salto sobre a mesa detalhes  | Giorgia Villa ITA Itália    | Csenge Mária Bácskay HUN Hungria | Emma Spence CAN Canadá           |
| Barras assimétricas detalhes | Kseniia Klimenko RUS Rússia | Giorgia Villa ITA Itália         | Tang Xijing CHN China            |
| Trave detalhes               | Tang Xijing CHN China       | Kseniia Klimenko RUS Rússia      | Amelie Morgan GBR Grã-Bretanha   |
| Solo detalhes                | Giorgia Villa ITA Itália    | Amelie Morgan GBR Grã-Bretanha   | Anastasiia Bachynska UKR Ucrânia |

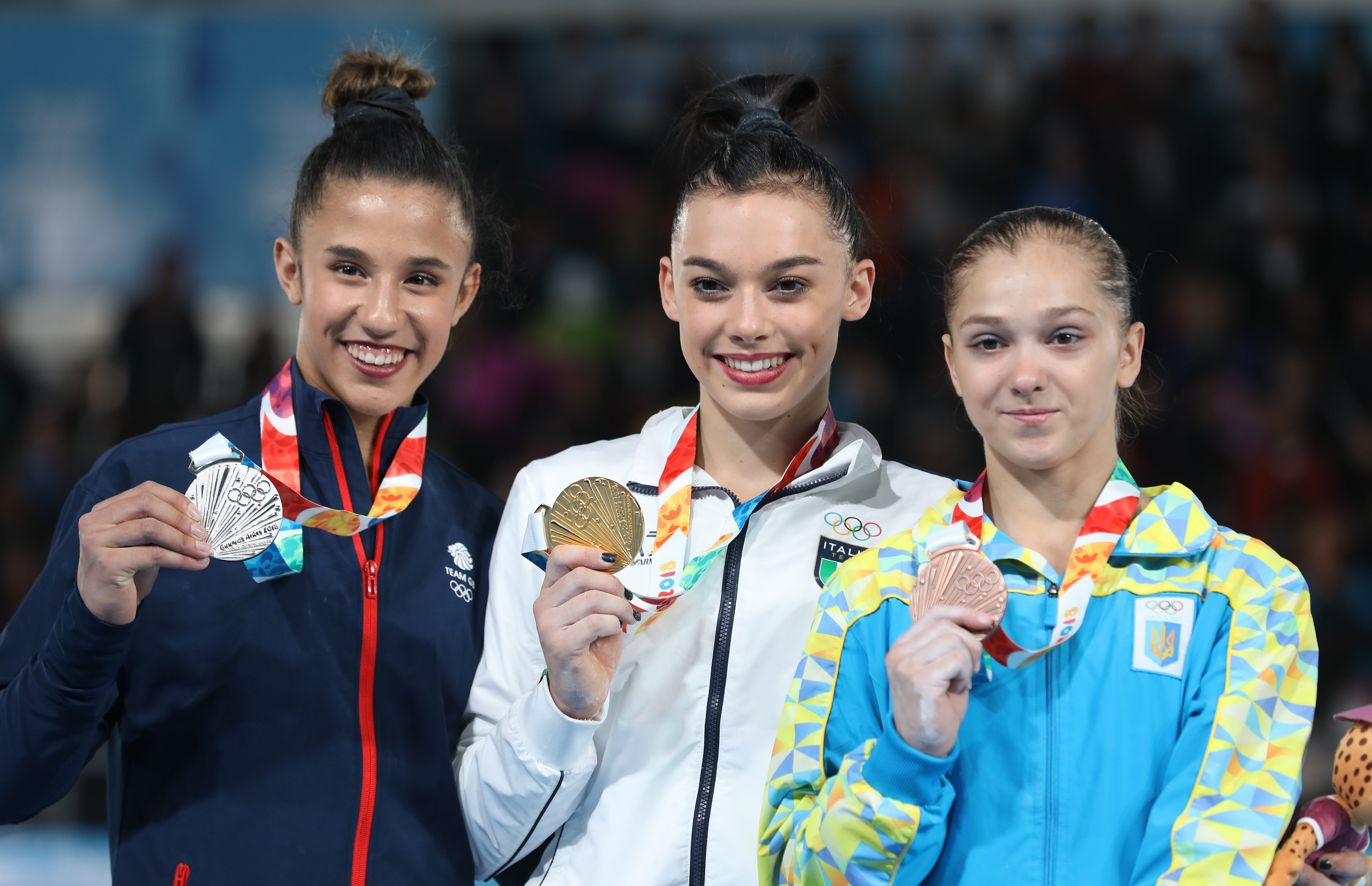
Individual geral: Amelie Morgan, Giorgia Villa, Anastasiia Bachynska
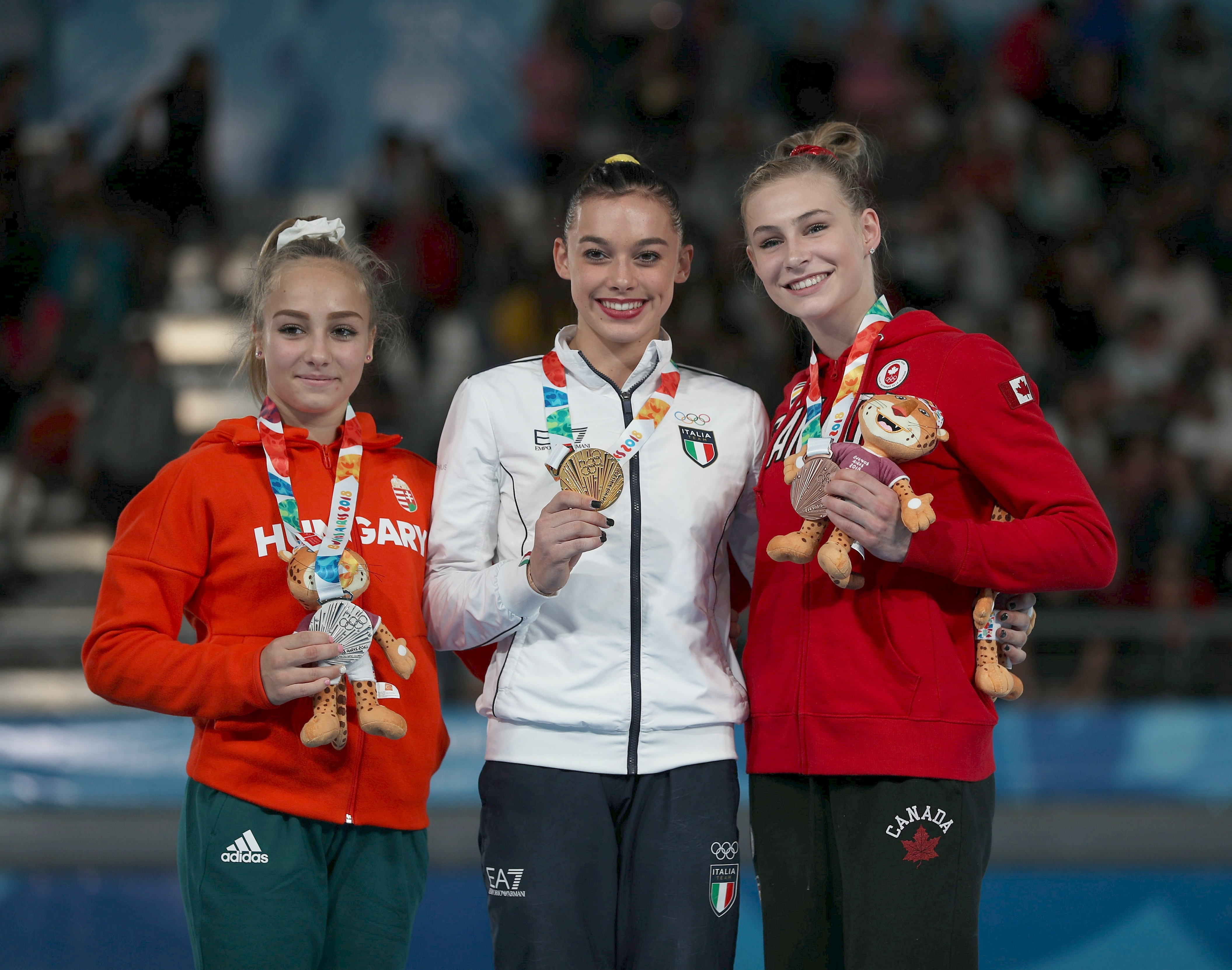
Salto sobre a mesa: Csenge Bácskay, Giorgia Villa, Emma Spence
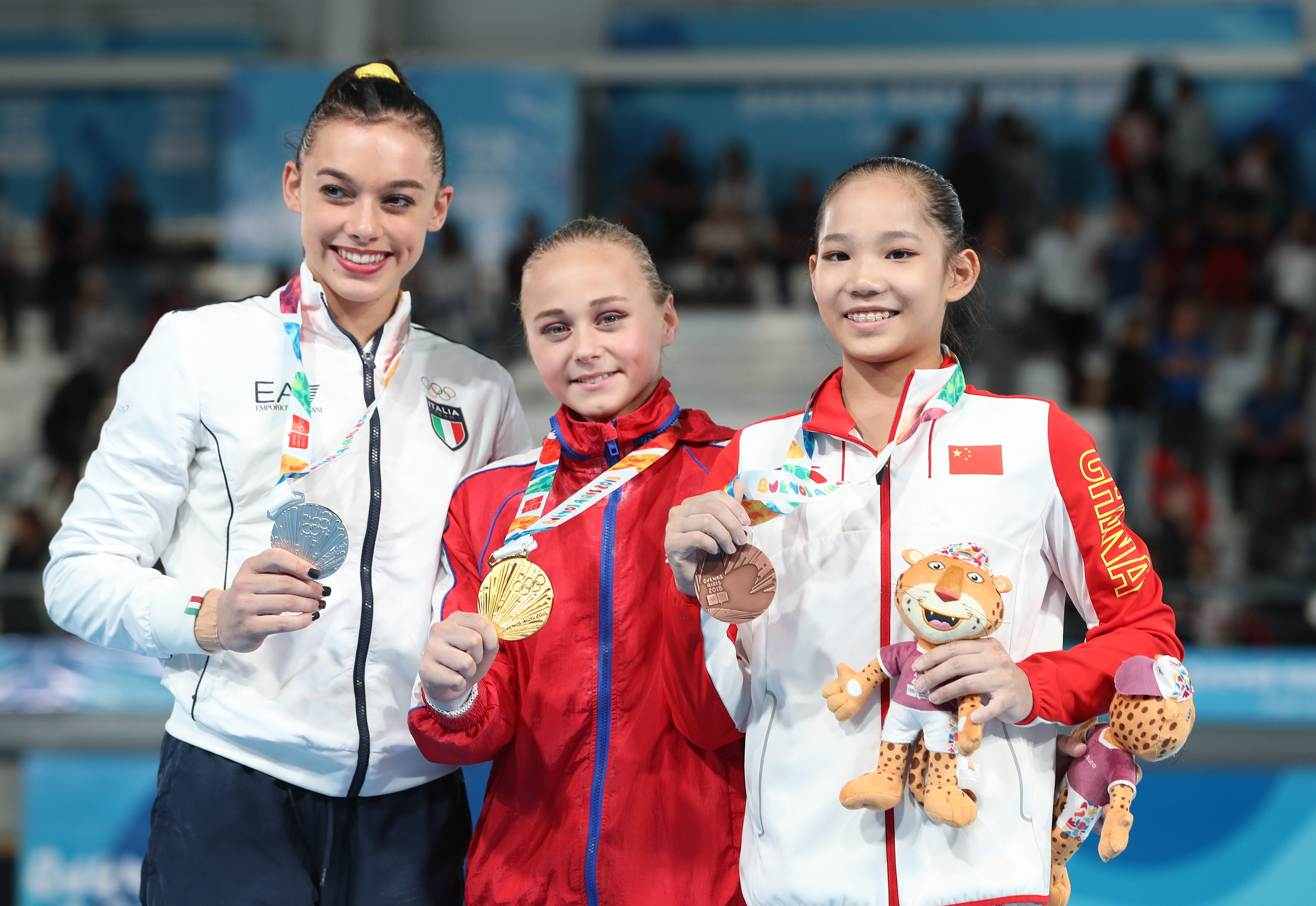
Barras assimétricas: Giorgia Villa, Ksenia Klimenko, Tang Xijing
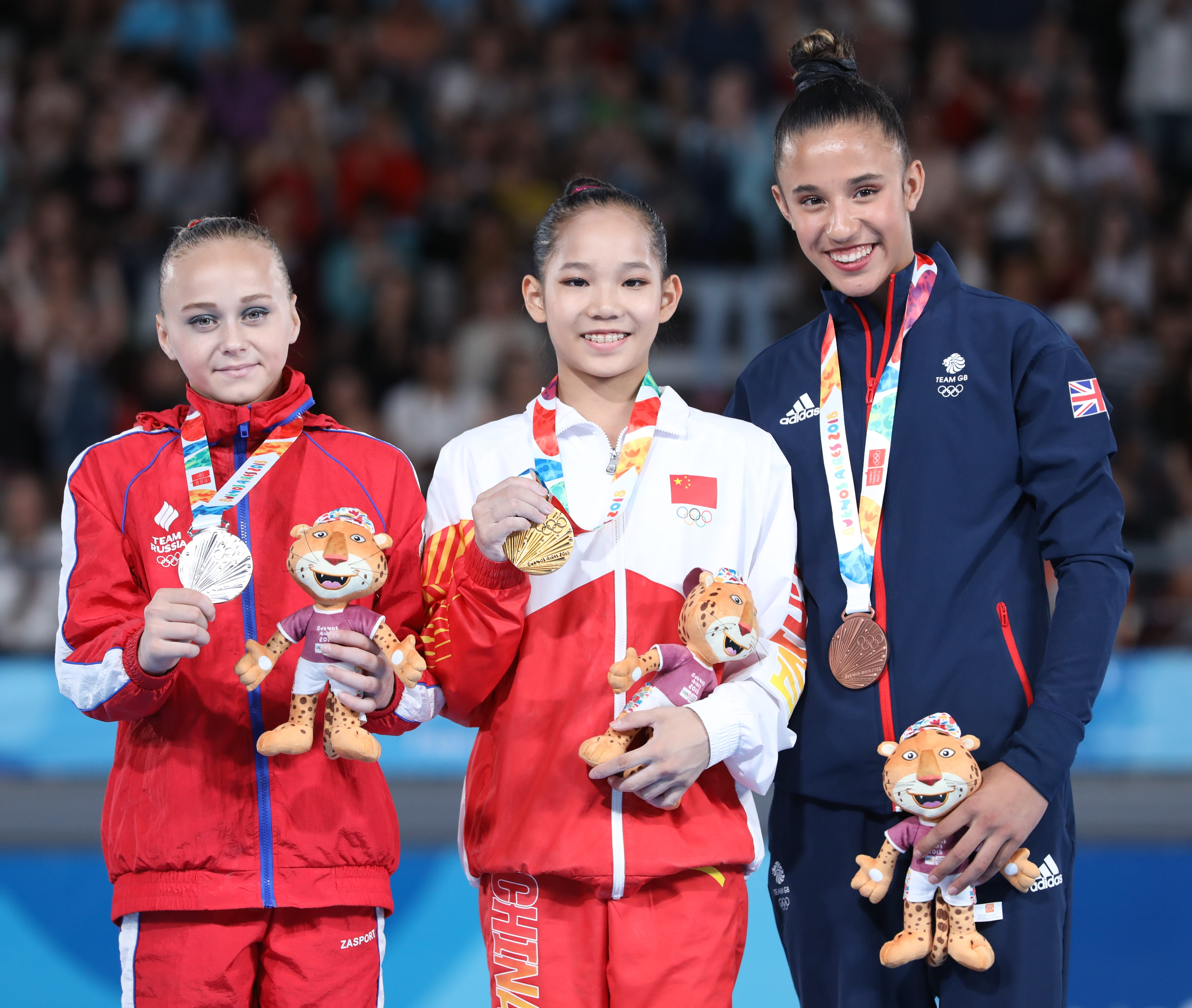
Trave: Ksenia Klimenko, Tang Xijing, Amelie Morgan
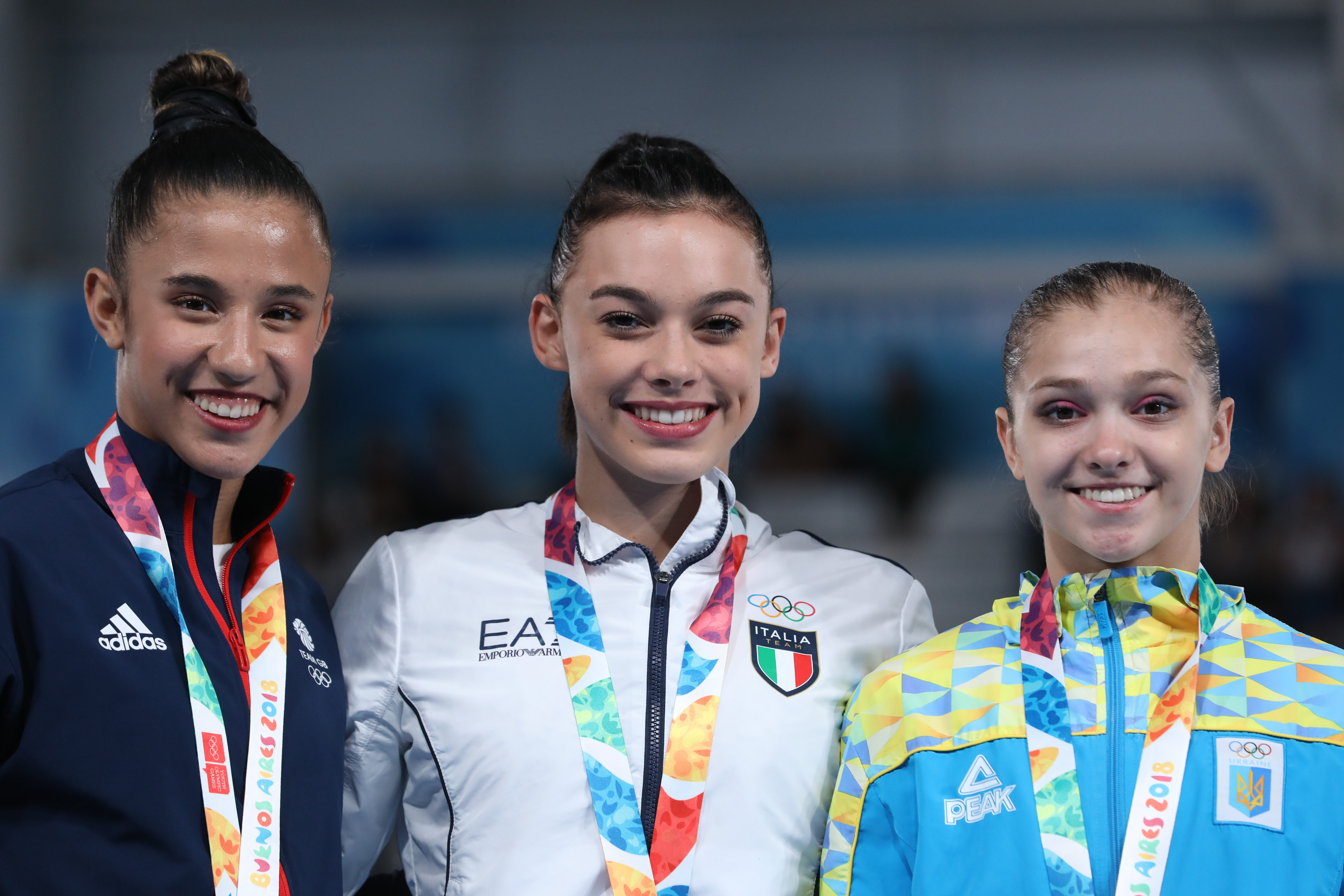
Solo: Amelie Morgan, Giorgia Villa, Anastasiia Bachynska

#### Ginástica rítmica
| Evento                    | Ouro                        | Prata                             | Bronze                     |
| ------------------------- | --------------------------- | --------------------------------- | -------------------------- |
| Individual geral detalhes | Daria Trubnikova RUS Rússia | Khrystyna Pohranychna UKR Ucrânia | Talisa Torretti ITA Itália |

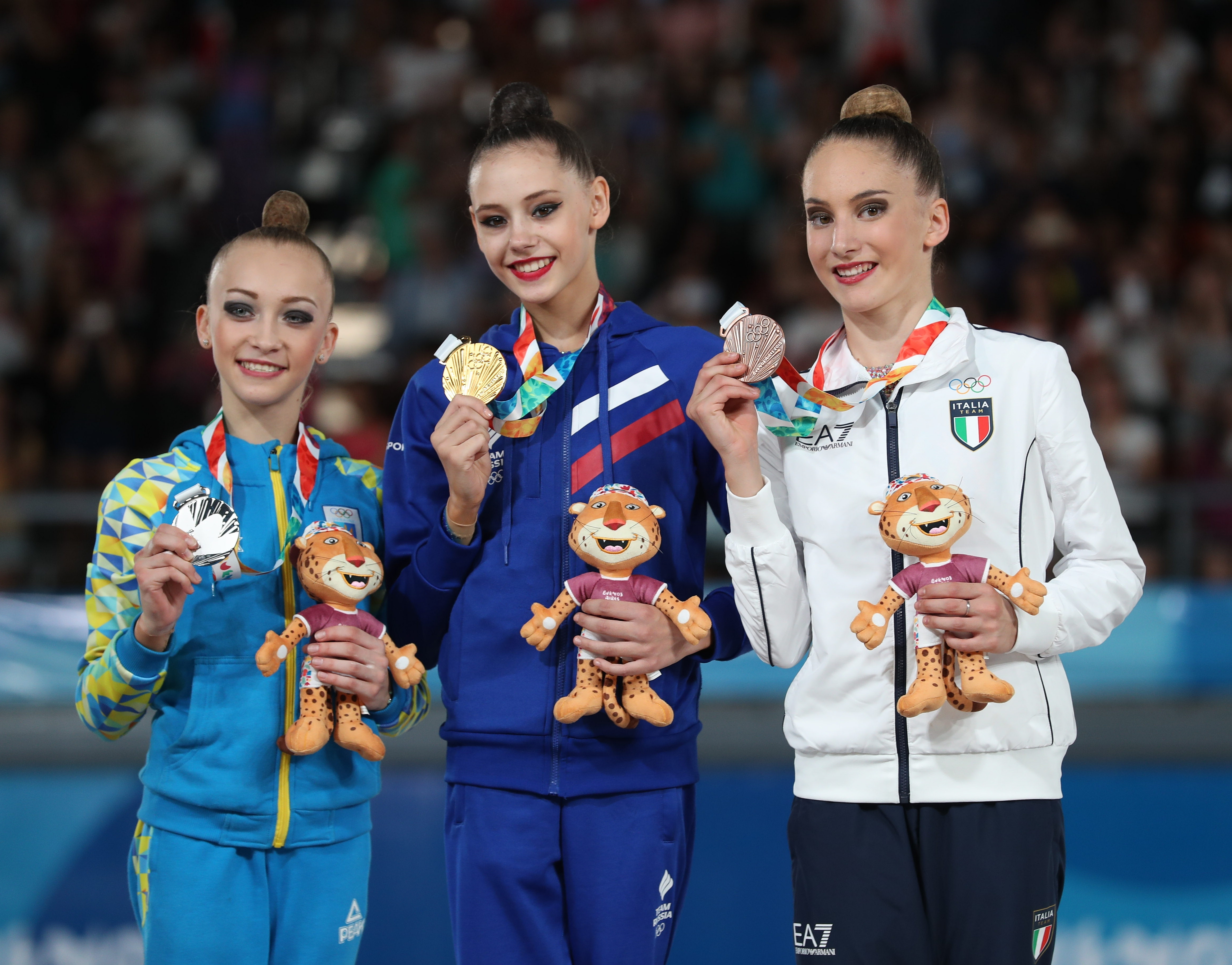
Ginástica rítmica: Khrystyna Pohranychna, Daria Trubnikova, Talisa Torretti

#### Ginástica de trampolim
| Evento             | Ouro                | Prata                           | Bronze                     |
| ------------------ | ------------------- | ------------------------------- | -------------------------- |
| Masculino detalhes | Fu Fantao CHN China | Andrew Stamp GBR Grã-Bretanha   | Benny Wizani AUT Áustria   |
| Feminino detalhes  | Fan Xinyi CHN China | Jessica Pickering AUS Austrália | Vera Beliankina RUS Rússia |

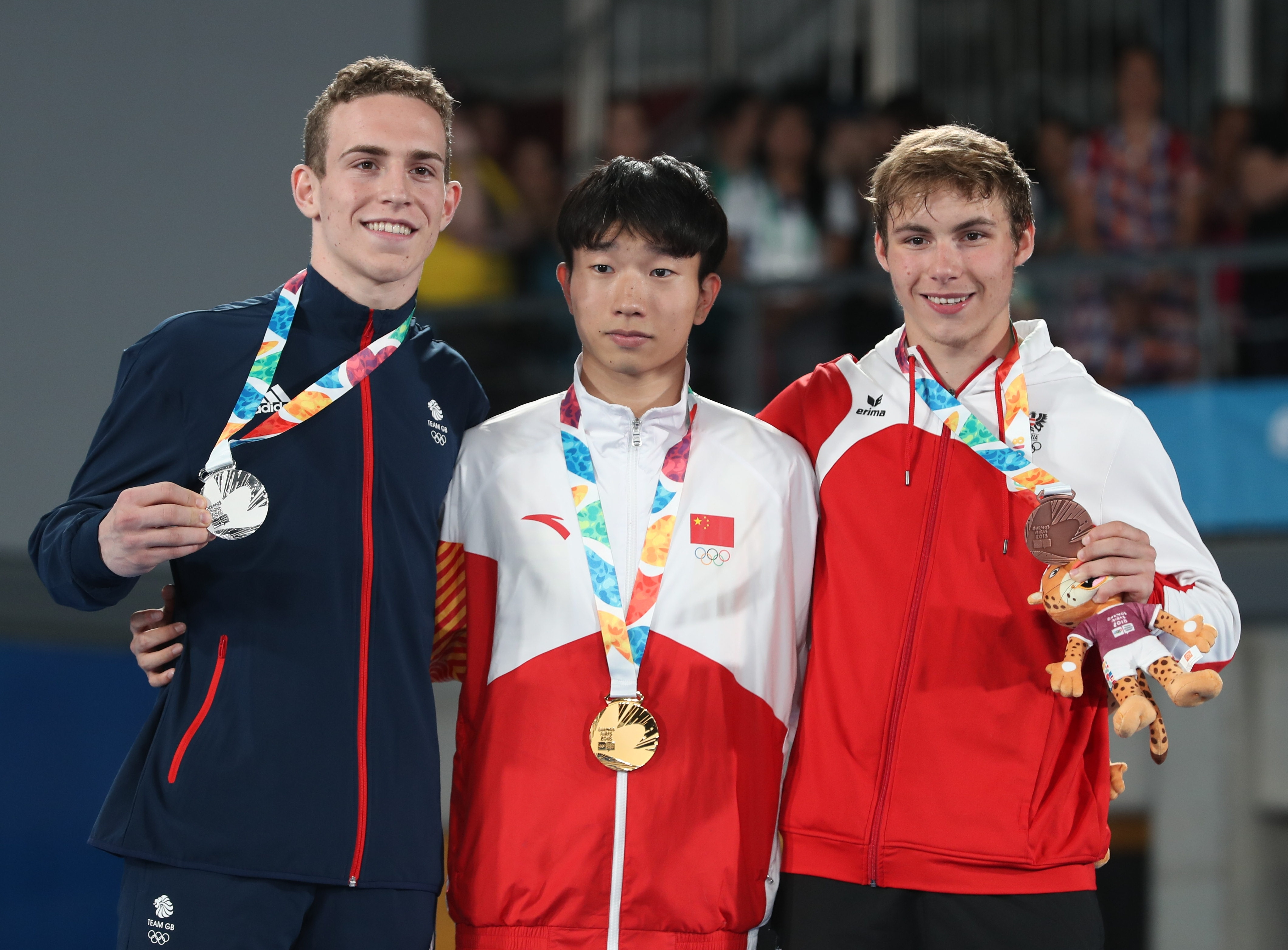
Masculino: Andrew Stamp, Fu Fantao, Benny Wizani
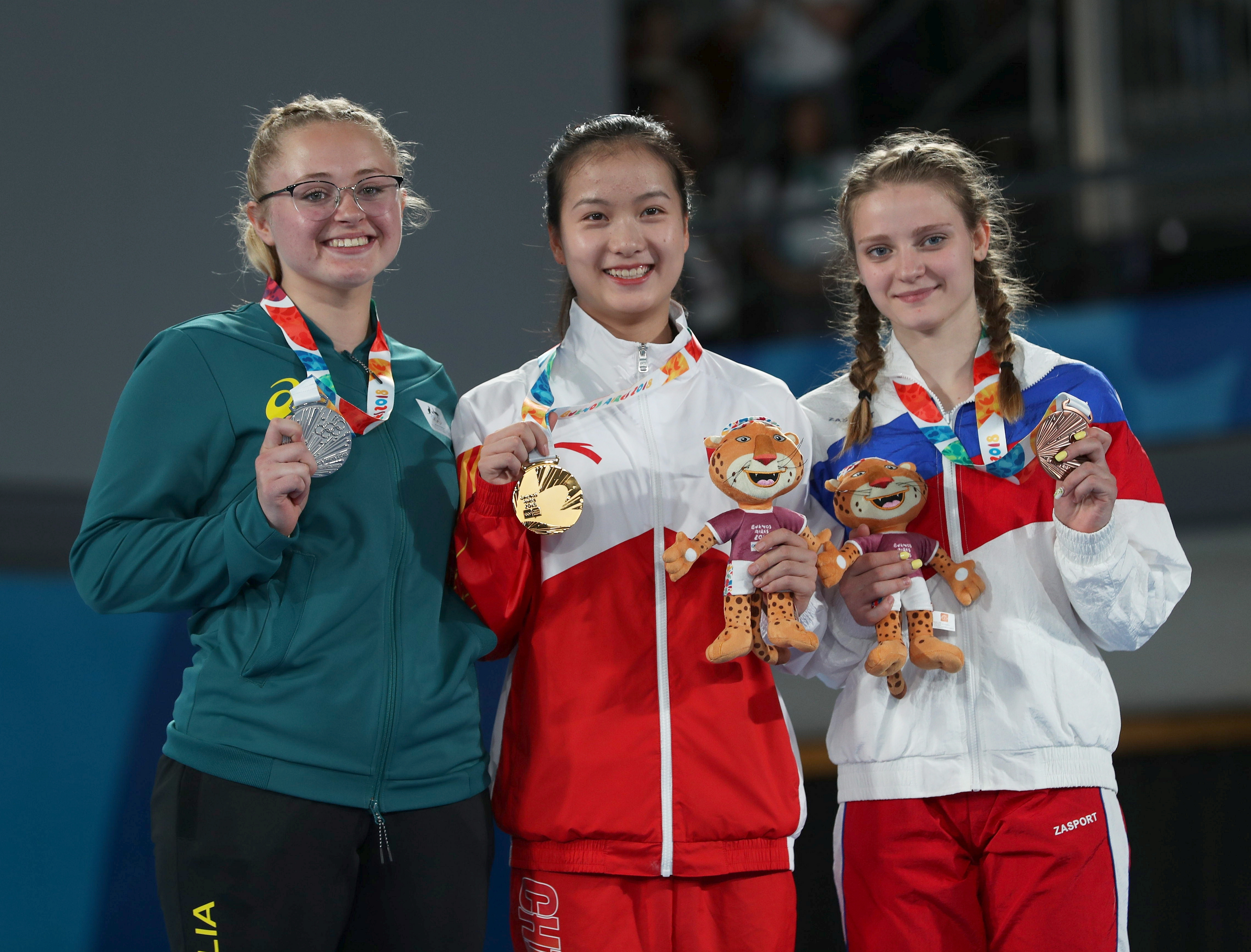
Feminino: Jessica Pickering, Fan Xinyi, Vera Beliankina

### Quadro de medalhas
| Pos.                | País                       | Ouro | Prata | Bronze | Total |
| ------------------- | -------------------------- | ---- | ----- | ------ | ----- |
| 1                   | JPN Japão                  | 5    | 0     | 0      | 5     |
| 2                   | CHN China                  | 4    | 1     | 2      | 7     |
| 3                   | ITA Itália                 | 3    | 1     | 1      | 5     |
| 4                   | RUS Rússia                 | 2    | 3     | 3      | 8     |
| –                   | MIX Equipes de CONs mistos | 1    | 1     | 1      | 3     |
| 5                   | BUL Bulgária               | 1    | 0     | 0      | 1     |
| 5                   | USA Estados Unidos         | 1    | 0     | 0      | 1     |
| 7                   | GBR Grã-Bretanha           | 0    | 3     | 1      | 4     |
| 8                   | UKR Ucrânia                | 0    | 2     | 3      | 5     |
| 9                   | HUN Hungria                | 0    | 2     | 1      | 3     |
| 10                  | BRA Brasil                 | 0    | 1     | 1      | 2     |
| 10                  | CAN Canadá                 | 0    | 1     | 1      | 2     |
| 12                  | AUS Austrália              | 0    | 1     | 0      | 1     |
| 12                  | ISR Israel                 | 0    | 1     | 0      | 1     |
| 14                  | IRI Irã                    | 0    | 0     | 1      | 1     |
| 14                  | NOR Noruega                | 0    | 0     | 1      | 1     |
| 14                  | AUT Áustria                | 0    | 0     | 1      | 1     |
| Total (16 entradas) | Total (16 entradas)        | 17   | 17    | 17     | 51    |